# 王德安 (清朝知县)
王德安（？—？），清朝政治人物。

## 生平
乾隆三十二年，接替王玉成。擔任江蘇荆溪縣知縣以宜興縣丞攝任。后由鞠懙接任。